# Ostre zapalenie oskrzelików

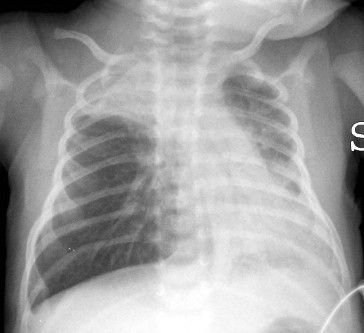
Zdjęcie RTG przedstawiające rozdęcie płuc ze spłaszczeniem zarysu przepony i obustronną niedodmą w prawym szczytowym i lewym przypodstawnym polu płucnym u 16-dniowego noworodka w przebiegu ciężkiej postaci ostrego zapalenia oskrzelików wywołanego przez wirusa RSV.

Ostre zapalenie oskrzelików (łac. bronchiolitis acuta, ang. acute bronchiolitis) – choroba zapalna oskrzelików wywołana najczęściej infekcją wirusową lub rzadziej czynnikami toksycznymi, występująca głównie u dzieci.

## Etiologia
Ostre zapalenie oskrzelików u dzieci najczęściej spowodowane jest zakażeniem wywołanym przez wirusa RSV. W badaniach klinicznych wykazano również, że w etiologii choroby u dzieci biorą udział inne wirusy, takie jak: metapneumowirus (hMPV), bocawirus (hBOV), wirus grypy, wirus paragrypy, koronawirusy, adenowirusy i rynowirusy. U dorosłych choroba nie jest tak częsta a jej przyczyną jest zwykle zachłyśnięcie się treścią pokarmową albo wdychanie szkodliwych gazów.

## Objawy i wyniki badań dodatkowych
Najczęstsze objawy ostrego zapalenia oskrzelików to przyspieszone oddychanie (tachypnoe) i wydłużenie wydechu. W badaniu przedmiotowym podczas osłuchiwania płuc stetoskopem stwierdza się świsty. W badaniu rentgenowskim płuc widoczne są zmiany o charakterze rozdęcia płuc, zagęszczenia pęcherzykowe (wywołane wypełnieniem pęcherzyków płucnych przez płyn), zacienienia o charakterze guzków, siateczkowate. W spirometrii obserwuje się cechy obturacji oskrzeli. W badaniu histopatologicznym tkanki płucnej stwierdza się zmiany obrzękowe i martwicze w obrębie nabłonka oskrzelików. Wnętrze oskrzelików może być wypełnione wysiękiem i śluzem.

## Leczenie i rokowanie
Ostre zapalenie oskrzelików ma często przebieg łagodny. Leczenie polega głównie na ułatwieniu oddychania, podawaniu tlenu, uzupełnianiu niedoborów płynowych i odżywianiu. W terapii stosowana jest rybawiryna, wziewne leki rozszerzające oskrzela, kortykosterydy – nie udowodniono jednak, że leki te mają wpływ na poprawę stanu chorych. Antybiotyki zalecane są jedynie w przypadku współistniejących zakażeń bakteryjnych. Prowadzone są badania z wykorzystaniem w leczeniu ostrego zapalenia oskrzelików egzogennego surfaktantu, nie jest to jednak metoda stosowana rutynowo.

## Klasyfikacja ICD10
| kod ICD10     | nazwa choroby                                                           |
| ------------- | ----------------------------------------------------------------------- |
| ICD-10: J21   | Ostre zapalenie oskrzelików                                             |
| ICD-10: J21.0 | Ostre zapalenie oskrzelików wywołane przez RSV                          |
| ICD-10: J21.8 | Ostre zapalenie oskrzelików wywołane przez inne określone drobnoustroje |
| ICD-10: J21.9 | Ostre zapalenie oskrzelików nieokreślone                                |